# Masdevallia cardiantha
Masdevallia cardiantha es una especie de orquídea epífita originaria del oeste de Sudamérica.

## Descripción
Es una orquídea de pequeño tamaño que prefiere el clima fresco, es de hábitos epífitas, con ramicaules erectos envueltos basalmente por 2-3 vainas tubulares que llevan una sola hoja, apical, erecta, coriácea , estrechamente elíptica, aguda y angostamente cuneada a continuación. Florece en la primavera en una inflorescencia delgada y erecta de 10 a 11,5 cm de largo, con dos flores simultáneas.

## Distribución y hábitat
Se encuentra en el noroeste de Perú en alturas alrededor de 2100 metros.

## Cultivo
Se debe mantener la planta en sombra parcial. La planta puede ser cultivada en condiciones intermedias. Poner la planta en una maceta con corteza fina, musgo sphagnum o perlita. Regar con regularidad y mantenerla húmeda.

## Sinonimia
- Alaticaulia cardiantha (Königer) Luer, Monogr. Syst. Bot. Missouri Bot. Gard. 105: 4 (2006).[1][2]